# 上海人民广播电台长三角之声
上海人民广播电台长三角之声是上海广播电视台旗下的一套广播频率，2020年10月28日开播。

## 简介
2020年6月，国家广播电视总局批复同意将东方都市广播调整为长三角之声，10月28日早晨6时正式开播。在当日的开播仪式上，中国航天科技集团上海航天技术研究院与上海人民广播电台将一枚长征六号火箭命名为“长三角之声号”，是中国大陆首枚以媒体冠名的火箭。
该频率由原东方都市广播和东广新闻台整合而来，为全国第一家由地方电台开设的区域性广播，使用原东方都市广播的频率（AM 792kHz、FM 89.9MHz）。为配合长三角一体化发展国家战略，频率与长三角区域内各大城市频率互相协作，部分节目亦会由区域内城市频率的主持人参与制播。
为配合长三角一体化发展上升为国家战略两周年，长三角之声在开播的第一周推出“‘长三角一体化发展’上升为国家战略两周年间”特别策划。此外在中国国际进口博览会期间，该频率会临时更改呼号为“进宝FM”，并协同苏浙皖三省广播电视台记者组成联合报道团，每天推出3小时全媒体特别节目《联通长三角》。长三角之声还将联合各方专家智库，探索成立长三角城市发展研究院，聚焦集成电路、生物医药、人工智能等重点领域，定期举办论坛。同时发布产业分析及民生数据报告，打造高质量一体化的经济文化社会发展排行榜指数。

## 节目
作为一个区域性广播频率，长三角之声以“权威的长三角一体化发展最新进程和政策发布平台、便利的长三角民生服务平台以及精致的长三角品质生活平台”为定位，推出“新闻力量”、“政企策源”、“四手联弹”、“文化实力”、“品质生活”、“社教公益”等六大类节目产品。电台保留了原东方都市广播和东广新闻台的部分品牌节目，如《中国长三角》《相伴到黎明》等，亦继承了原东广新闻台在进博会期间的临时呼号“进宝FM”，以及原东方都市广播每年上海中高考英语、大学英语四六级考试听力录音的播放工作。随着2025年起上海高考改革，原英语听力考试将改为上机考核以取代过往由电台播放的形式，故2024年上海高考为最后一届由电台负责播放英语听力录音的考试。在考前试音环节，该台播放了歌手张震岳的歌曲《再见》。

### 新闻
- 《早安长三角》
- 《中国长三角》
- 《一周长三角》

### 文化
- 《发现长三角》（与看看新闻网合作推出）
- 《声动长三角》（方言节目，与长三角城市频率的主播连线，共同介绍长三角各地方言）
- 《文化会客厅》
- 《长三角人物周刊》
- 《与你共享》

### 财经
- 《思创空间》

### 生活、社教与公益
- 《长三角热线》
- 《我爱我家》
- 《情义东方》
- 《禁毒先锋》
- 《相伴到黎明》
- 《为您服务》
- 《名医坐堂》
- 《教育演播室》
- 《舒心家长会》
- 《长三角车玩家》
- 《车行天下》

### 已经停播节目
- 《先锋派报告》
- 《中国财经60分》（仅在第一财经广播播出）
- 《智慧长三角》
- 《广播星未来》（转到上海故事广播播出）
- 《乐活长三角》

## 主持人

### 现职
- 曹晨光（晨光）
- 郑星纪（星纪）
- 关峰（关键）
- 张嘉伟（志凯）
- 杨文楠（楠楠）
- 邢燕（馨丹）
- 葛浩（江冉）
- 张晓蕾（晓蕾）
- 黄旻祎（小窗）
- 吴逸伦（逸伦）
- 徐梓嘉（梓嘉）
- 窦朕坪（窦晖）
- 雷一文
- 张莹莹（张新）
- 李虹剑（虹见）
- 沈洁（余音）
- 蔡晔（叶子）
- 舒欣
- 黄桢
- 张捷（林枫）
- 范芯怡（芯怡）
- 吴慧楠（慧楠）
- 牟浩（梦晓）
- 雨兰
- 林玮恩（玮恩）
- 李嘉（依嘉）
- 汪磊（晓闻）（上海新闻广播）

### 已离开
- 高嵩（现供职于上海新闻广播）
- 付伶鸣（鸣鸣）（现供职于上海故事广播）
- 沈蕾
- 沙粒
- 陆青（现供职于上海交通广播）
- 严丹（第一财经广播）
- 李昂（第一财经广播）
- 崔琦（第一财经广播）
- 刘宇枭（宇枭）（第一财经广播）
- 杨燊（第一财经广播）
- 郭亮（上海交通广播）
- 张天乐（天乐）（上海交通广播）